# 版稅
版稅，又稱版權使用費，是知識產權的原創人或版權持有人對其他使用其知識產權的人所收取的金錢利益。使用擁有版權、特許權、著作權、商標、專利等知識產權的人士便可能需要付版稅。一般而言，為了能夠取得複製或演出作品的權利，即會支付給作品發明者或創作者款項作為版稅。
對於版權持有人而言，版權使用費是一種收入。在多數的國家，此項收入都要支付稅賦的，形式是預扣所得稅。